# Biển vua Haakon VII

Tổng quan về biển vua Haakon VII được đề xuất ở đầu bản đồ.

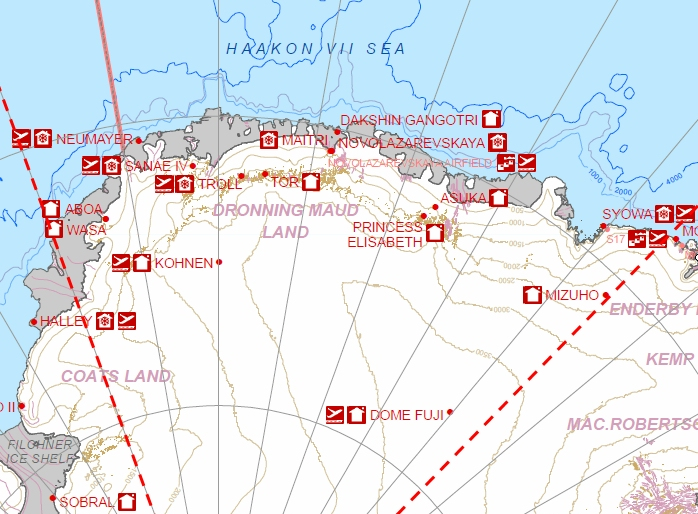
Khu vực ranh giới được đề xuất của biển vua Haakon VII.

Biển vua Haakon VII (tiếng Na Uy: Kong Haakon VII Hav) là một tên biển được đề xuất, một phần của Nam Đại Dương ở bờ biển phía Đông châu Nam Cực.